# 浅灰带白钩蛾
浅灰带白钩蛾（学名：Auzata simpliciata）也称淡紋白鉤蛾，淡灰明鉤蛾，是鱗翅目钩蛾科的一种，双翅白色，有不明显的棕色条纹。分布于中国、印度和台灣。

## 特徵
前翅以白色為底，带有金属光泽；前後翅的外緣、亞基線各有數條淺色波狀線條。